# Lagunas del Raso de Portillo
Las lagunas del Raso de Portillo es hoy en día un humedal formado por 3 pequeñas lagunas de 8 , 2'8  y 0'7 hectáreas rodeadas por cultivos de secano. Se encuentran entre los términos de La Pedraja de Portillo y Aldeamayor, en el paraje conocido como Dehesa de los Caballeros en el término municipal de La Pedraja de Portillo (Provincia de Valladolid, Castilla y León, España). 
Toda la zona del Raso de Portillo (1900 has) fue un antiguo humedal que fue desecado entre 1870 y 1873 mediante la construcción de un cauce de desagüe de 12 kilómetros que cruza la llanura hacia el oeste y vierte en el río Cega y 8 cauces secundarios con una longitud total de 18 kilómetros. Las lagunas actuales son fruto de una restauración llevada a cabo a partir de 2012 por la Confederación Hidrográfica del Duero durante su II Plan de Restauración de Riberas, que además es el organismo que se encarga de regularlo. A pesar de ser recientes ya han adquirido gran importancia para las aves que habitan en entornos húmedos o están de paso.

## Historia
La zona hasta el siglo XIX era un humedal, que llegó a las 1900 hectáreas hasta que fue desecado progresivamente en favor de los campos de cultivo y evitar enfermedades como la malaria, transmitidas por insectos.
Las lagunas se sitúan a ambos lagos del Arroyo de Molino, uno de los afluentes del río Cega. Tienen hasta un metro de profundidad y los 2 lagos principales tienen islas en su interior para facilitar la nidificación de las aves que se instalen. Hay seis puestos de observación de aves comunicados por un sendero.

## Fauna
Las aves que se pueden avistar son: avutarda, cigüeña, cigüeñuela, garza real, focha, busardo ratonero, pato cuchara, aguilucho cenizo, perdiz roja,  chorlitejo, avefría, pinzón, gorrión común, abejaruco, avoceta, verderón común, combatiente, golondrina, estornino, aguja colinegra, ánade real, aguilucho lagunero, jilguero, pechiazul, ansar común, milano real, cernícalo vulgar, rascón europeo, verdecillo, pardillo, silbón europeo, ánade friso, polluela, cormorán grande, pato rabudo, cerceta común, correlimos común, gaviota reidora.